# 京都府道110号久多広河原線
京都府道110号久多広河原線（きょうとふどう110ごう くたひろがわらせん）は、京都府京都市左京区を通る一般府道である。

## 概要
京都市左京区久多川合町から京都市左京区広河原杓子屋町に至る
京都市左京区久多宮の町から京都市左京区広河原能見町までの区間は異常気象時事前通行規制区間であり連続雨量160 mmを超えた時か、道路が危険な状態であると判断された場合は閉鎖となる。閉鎖期間中、久多地域に出入りするためにはいったん滋賀県大津市まで迂回しなければならない。その関係で、久多地域の郵便番号は堅田郵便局管轄になっているため520-04が使用されている。久多地域の市外局番は京都市の系統（075）を用いている。

### 路線データ
- 起点：京都市左京区久多川合町[1]（滋賀県境[2]、滋賀県道・京都府道781号麻生古屋梅ノ木線上）
- 終点：京都市左京区広河原杓子屋町[1]（京都府道38号京都広河原美山線交点[3]）
- 重要な経過地：なし[1]

## 歴史
本路線は、道路法（昭和27年法律第180号）第7条の規定に基づいた京都府の一般府道として1959年（昭和34年）に京都府が初めて認定した282路線のうちの1つである。

### 年表
- 1959年（昭和34年）12月18日 - 京都府が久多広河原線（京都市左京区久多川合町 - 京都市左京区広河原杓子屋町、整理番号：一般地方道16号）として府道路線認定[注釈 2][4]。
- 1994年（平成6年）4月1日 - 京都府が路線番号を再編（路線認定の一部改正）し、整理番号を一般地方道110号に変更[1]。

## 路線状況

### 重複区間
- 滋賀県道・京都府道781号麻生古屋梅ノ木線（京都市左京区久多川合町）

## 地理

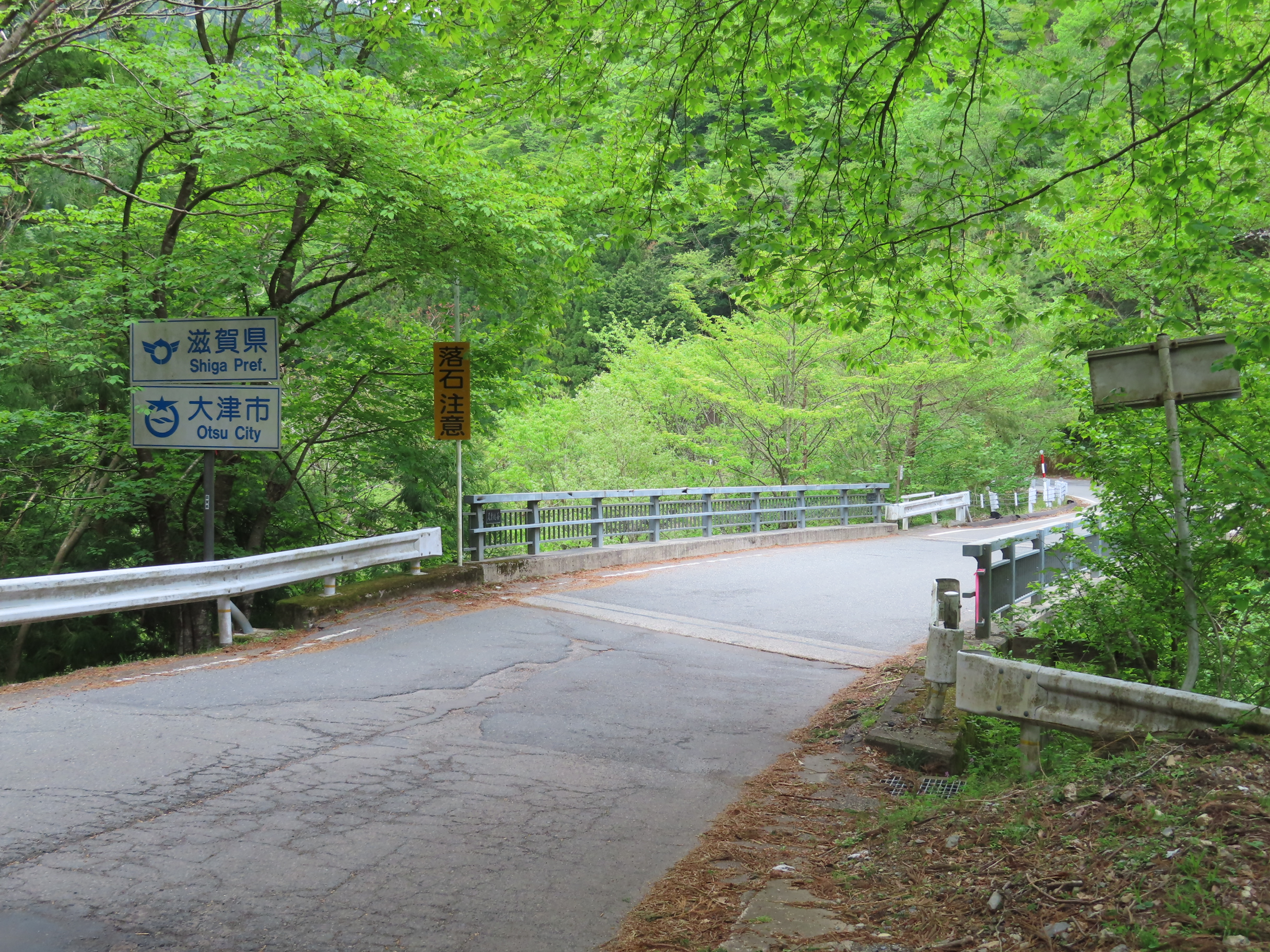
起点（京都市左京区久多川合町）側

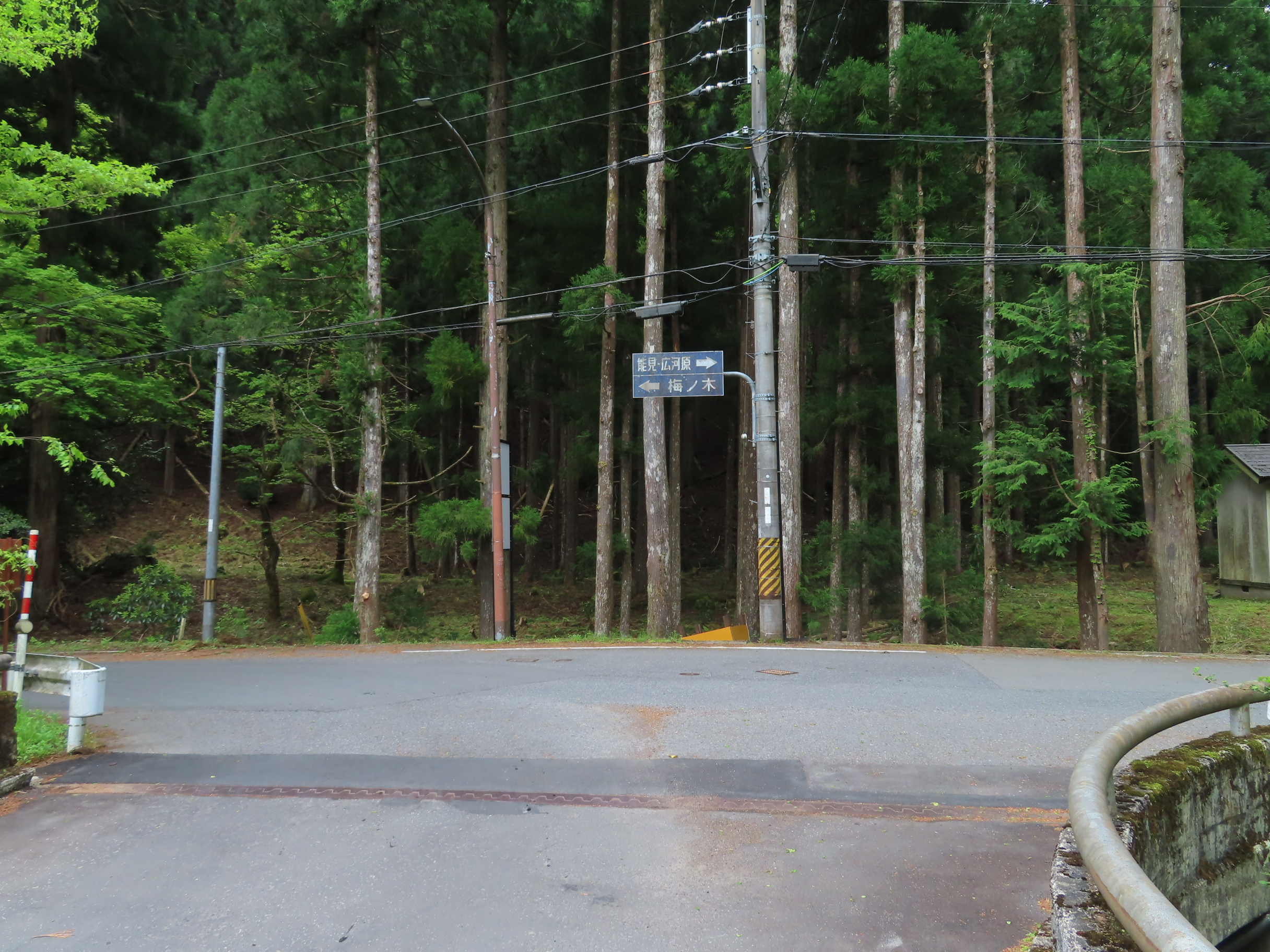
滋賀県道・京都府道781号麻生古屋梅ノ木線と分かれる交差点

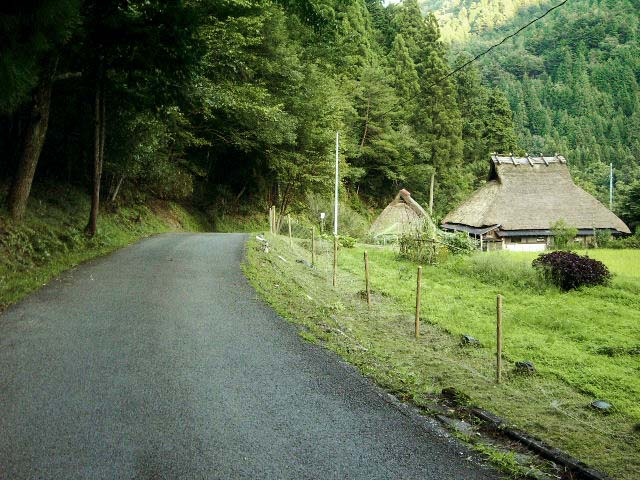
全線を通じて狭隘である。久多にはかやぶきの民家が今なお残っている。

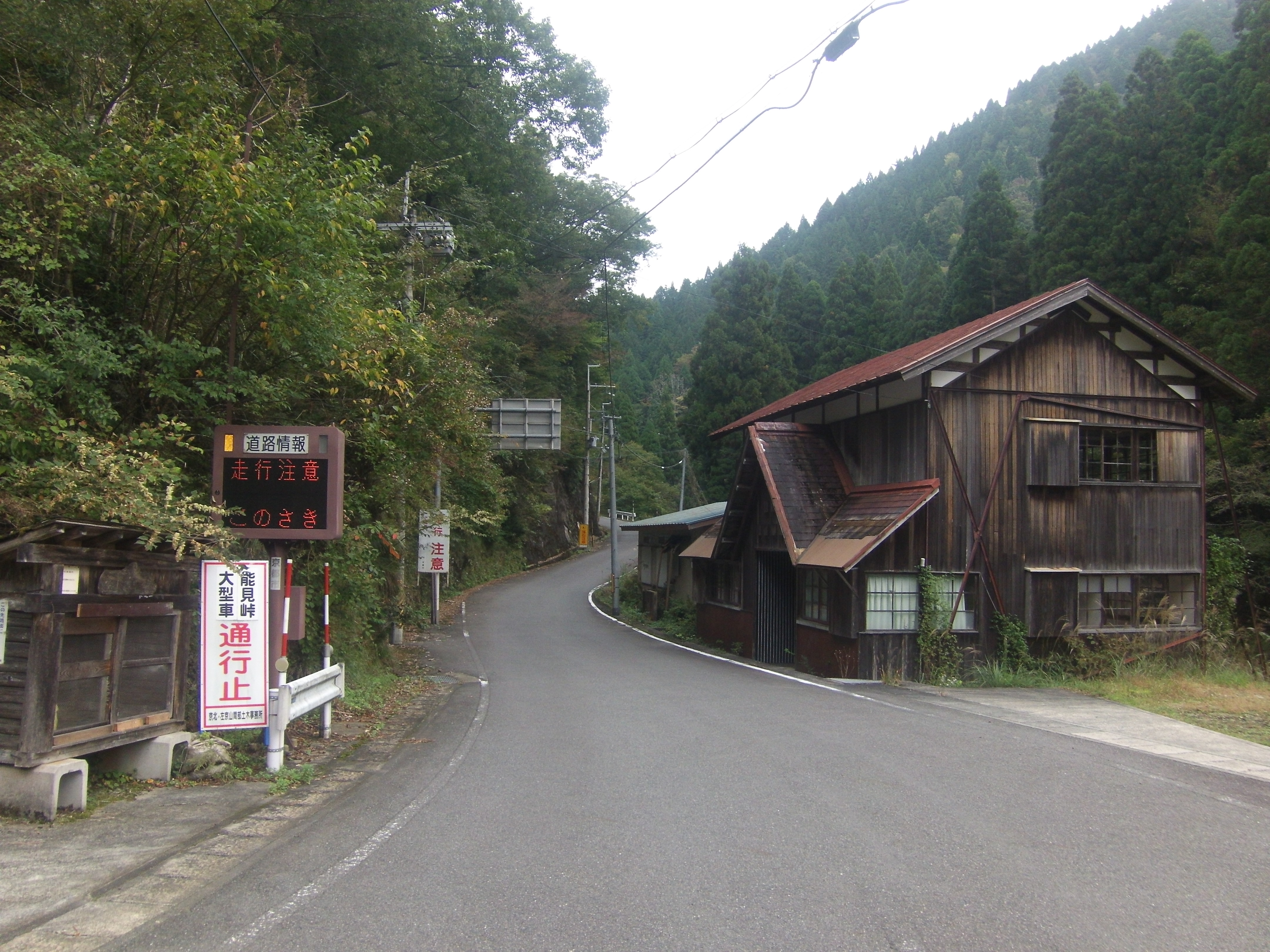
終点（京都市左京区広河原杓子屋町）側

京都市内から平家の落人集落と言われる久多地域に直接つながる唯一の道路である。全線山深い地を縫って走る狭隘路の府道。この路線を利用するのは地元住民および関係者に限られている。
沿線には思古渕社（志古淵神社）、玉泉禅寺、久多自然活用村大黒谷キャンプ場、久多簡易郵便局、自性寺、左京区役所久多出張所、龍宝寺、旧京都市立堰源小学校、旧京都市立堰源中学校が点在する。

### 通過する自治体
- 京都府
  - 京都市（左京区）

### 交差する道路
| 交差する道路                                         | 交差する場所   | 交差する場所 |
| ---------------------------------------------------- | -------------- | ------------ |
| 滋賀県道・京都府道781号麻生古屋梅ノ木線 重複区間起点 | 久多川合町     | 起点         |
| 滋賀県道・京都府道781号麻生古屋梅ノ木線 重複区間終点 | 久多川合町     |              |
| 京都府道38号京都広河原美山線                         | 広河原杓子屋町 | 終点         |

### 沿線
- 大堰川

### 峠
- 能見峠（京都市左京区）